# Civil Cooperation Bureau
Pour les articles homonymes, voir CCB.
Le Civil Cooperation Bureau (CCB) était une unité secrète sud-africaine de contre-insurrection créé en 1986  et placé sous l'autorité du ministre de la Défense, le général Magnus Malan, pour lutter contre les mouvements anti-apartheid. 
La Commission de la vérité et de la réconciliation a déclaré le CCB coupable de nombreux assassinats, et l'a suspecté d'en avoir commis d'autres,.